# 庫茲內齊夫卡
47°21′41″N 36°59′13″E / 47.36139°N 36.98694°E
庫茲內齊夫卡（烏克蘭語：Кузнецівка）是位於烏克蘭東南部的村莊，由扎波羅熱州波洛希區的羅濟夫卡市鎮負責管轄。該村距離巴哈蒂夫卡、佐里亞內和舍夫琴基夫斯凱3.5公里，始建於1824年，面積0.115平方公里，海拔高度220米。